# 風雨来記2
『風雨来記2』（ふうらいき2）は、フォグが2005年11月10日に発売したPlayStation 2用の恋愛アドベンチャーゲームである。

## 概要
北海道を舞台にした恋愛アドベンチャーゲーム『風雨来記』の続編。「みんなが、知らない、オキナワ」がキャッチフレーズで、沖縄本島と石垣島が舞台となっている。移動モードからADVモード、記事製作モードと基本的な流れは変わっていないものの「沖縄県」という地域の特性上、相違点も多い。
このゲームで書かれる記事は沖縄県の観光案内に留まらず、文化や歴史、風習に至るまで詳細に描写されている。
「離れていても心は通じている」がテーマであり、結ばれても別れる展開は前作と変わらないが永遠の別れではなく「再会できる余地がある」ようになっている。

## ストーリー
※前作の時坂樹エンドを引き継いでいる。
主人公、相馬轍は心光展で高成績を収め、「最高の一枚」を追い求めての旅から旅への忙しい日々を送っていたが、いつしか一人で旅を続けていくことに迷いを覚えるようになっていた。
その折、沖縄県では「美ら島」展（ちゅらしまてん）というインターネット上のコンテストが行われることになり、沖縄県に本拠を構える広告会社経営の元先輩から動けない自分の代理としてコンテスト参加を依頼されるが、乗り気になれず断ろうとしていた。
そんな轍をつき動かしたのは沖縄県からの一通の手紙。それは死んだ「アイツ」からの手紙だった。
コンテスト参加を決めた轍は愛車とも共に沖縄県に上陸。ニライカナイ……沖縄県に伝わる理想郷を求めての旅が始まった。

## システム
移動モードは前作のダンジョン風の画面とは違い、マップの上を目的地に向かって点が進んでいく形に変更されている。前作の移動モードが終盤あたりになると面倒に感じられただけに、大幅な処理速度のアップに繋がる今作の形式は好評ではあるが、臨場感が減ったとも言う向きもある。また、移動が体力ゲージ消耗型からポイント消費型に変わり、ポイントを消費したらその場でキャンプをするのではなく、拠点にしているスタジオGIAS（ガイアス）に戻ることになる。沖縄本島のみならず石垣島や竹富島など離島にも足を伸ばすので、その時は愛車から離れる事になる。
移動形式の変更によってポイントを自力で探し出すことができず、ある特定のポイントに行くことで初めて表示されたり、人からの紹介によって新しく現れる形となっている。
ADVモードでの移動はマップ周回型ではなく往路から復路まで一本道になっていて後戻りをする事ができない。また、主人公はデジタルカメラを使用しているが、撮影上限は24枚となっており、前作のように際限無く撮る事ができない。
ポイントを消費するか中断するかしてGIASに戻ったら記事を作成する。一つの場所につき記事が一本しか書けないものの、記事の候補を写真同様に残しておくことができるので、前作以上に撮る写真と残しておくべき写真の見極めが重要になってくる。
ランキングの上下によってエンディングが変化しないのは変わらないが、ヒロインと一緒にいった場所を記事にしないとヒロインがすねてしまい、それにより行くことができない箇所も存在するため前作よりも重要度が増している。
なお、前作とは違って沖縄を旅している人と積極的にからむイベントはあまりない。これは沖縄が狭く周遊タイプの旅が成り立ちにくい事や「愛車を持っていくには費用と日数がかかりすぎる」という北海道と沖縄の違いが上げられる。また、一人旅エンディングはない。
なお、ヒロインの平均年齢が大幅に下がっており全員が妹属性を持っている。前作のような性行為を暗示する描写が無い。

## 登場人物

### メインキャラクター
相馬 轍（そうま てつ）
前作と今作の主人公。鈍感なのは相変わらずだが、前作の経験によって大きく成長しており随所に成熟した態度を見せる。しかし“最高の場所”を見つけて旅をやめた後に何が残るのか深く悩んでおり、その事によって沖縄行きを躊躇していた。
名前は変更可能。
芹沢 暦（せりざわ こよみ）
声 - 本井えみ
関東地方出身 10月31日生まれ・A型
身長：160cm / 体重：48kg / B 88、W 58、H 89
ヒロイン。22歳。福岡県の養父母に育てられ、短大卒業後兄が経営する広告会社を手伝う為沖縄に渡る。兄に言わせると「仕事においては大変優秀」とのこと。轍を呼び寄せたのは彼女の進言があったからであるが、その轍になぜか冷たく当たる。
最初のうちはクールで無表情な印象を持たれがちだが、単に人付き合いが苦手なだけで知り合ってしまえば簡単に喜怒哀楽の感情を出してくる。前方不注意でよく頭や足を階段にぶつける。
ヒロインの中では一番巨乳。
各ヒロインとのフラグがバッティングする時は彼女のイベントが優先される。
上原 海琴（うえはら みこと）
声 - 儀武ゆう子
沖縄県石垣市出身 9月3日生まれ・O型
身長：154cm / 体重：42kg / B 79、W 56、H 83
ヒロイン。石垣島出身の17歳の女子高生。石垣島から出たことがあまりないので沖縄本島に関する知識はかなり乏しい。祖母の付き添いで沖縄本島に来たが、一人で行動している姿がよく目立つ。恥ずかしがりやで晩生な印象。
民謡の家元に生まれてきているが現在は壁にぶち当たっている。また、来春卒業するにあたってこのまま親の敷いた進路通りに進んでいいのかどうか悩んでいる。
食に対しては執着を見せるが、それに付き合わされる轍は度々悶絶させられる。
真鶴・天継・テイラー（まづる・あまつぐ・テイラー）
声 - 沢野冷果
アメリカ合衆国ダベンポート (アイオワ州)市出身 1月4日生まれ・A型
身長：144cm / 体重：38kg / B 79、W 52、H 78
ヒロイン。12歳。腰まで伸ばしたワンレングスの金髪にアーミールックと奇抜な外見の少女。アイオワ在住で日本では小学校6年生に値する年頃だが、学年制度とスキップによって中学校3年生となっている天才児。沖縄出身の母とアメリカ出身で学者の父を持つハーフ。
2年前に失踪した母親を一途に想い続け捜しに来日。父親と死別し祖父母の元で育てられていたが「仲良し」とはいえずそれが彼女を家出させた要因の一つである。日本語も喋れるが、一人ぼっちの野宿を心配した轍の勧めでGIASに居候する事になった。
轍を「にいにい」と呼んで慕っている。しかもかなりお転婆でクラスメートから「恵まれない孤児の為に！」という名目で寄付を集め、その資金を使って公的機関の目を掻い潜って来日（家出でそれも国外である）したなど非常にバイタリティがある。
母親から沖縄に関する知識を教えられており、グスクに関する知識は地元民を凌駕するほどに詳しい。また、シャーマンの儀式にも通じている。

### サブキャラクター
芹沢 修平（せりざわ しゅうへい）
声 - 永野広一
沖縄県の広告会社「スタジオGIAS」の社長で暦の兄。元は轍と同じ会社に勤めていた先輩で同じように旅から旅の日々を続けていたが、沖縄県が気にいって定住。結婚して現在は広告会社を切り盛りしている。
轍とは初対面だが、轍の父が撮った写真に感銘を受けてルポライターの道に入った。
親父臭くて妹の暦を轍とくっつけようとする言動が目立つ反面、仕事が出来る有能な人物で、今回のコンテストも轍に全てを任せて口出ししないなど、クライアントとしても非常に得がたい人物である。
芹沢 葉子（せりざわ ようこ）
声 - 伊藤さほ
修平の妻。石垣島出身で周囲の反対を押し切って修平と結婚した。「GAIS」では事務経理担当。優しくて包容力のある性格から周りからは慕われている。現在妊娠中で、このことが轍を呼び寄せた要因の一つになっている（本来は修平自ら取材に出る予定だったのだが、葉子が妊娠したことによって行けなくなった）。
ゲーム中では朝取材に出かける前に前日書いた記事の評価をしてくれるありがたい人でもある。
上原 緒戸（うえはら おと）
声 - 高橋珍年
通称「オバァ」。海琴の祖母で現在は石垣島在住だが元々は沖縄本島出身。沖縄民謡界の重鎮ともいえる人でもあり、沖縄県についてなら何でも知っている生き字引。そして修平にとっては、会社設立から葉子との結婚に至るまで世話になった、頭が上がらない大恩人。
主人公の沖縄県取材の助っ人として協力していく。豪快な性格で「煮ても焼いても食えない」人物。

## スタッフ
- シナリオ - 加藤直樹・浅野公一・藤原克彦
- キャラクターデザイン - 岸上大策
- 音楽 - 風水嵯峨

## 同社作品
- 美少女花札紀行 みちのく秘湯恋物語
- 久遠の絆
- 風雨来記
- MISSING PARTS the TANTEI STORIES
- Rim Runners
- 風雨来記3

## 関連書籍
- 風雨来記2 オフィシャルコンプリートワークス（マイクロマガジン社）
  - 2005年11月25日初版 ISBN 4-89637-221-2